# Anoplolepis mediterranea
Anoplolepis mediterranea é uma espécie de formiga do gênero Anoplolepis, pertencente à subfamília Formicinae.